# Chliaria xenia
Chliaria xenia är en fjärilsart som beskrevs av Smith 1895. Chliaria xenia ingår i släktet Chliaria och familjen juvelvingar. Inga underarter finns listade i Catalogue of Life.